# Uskok Wellington

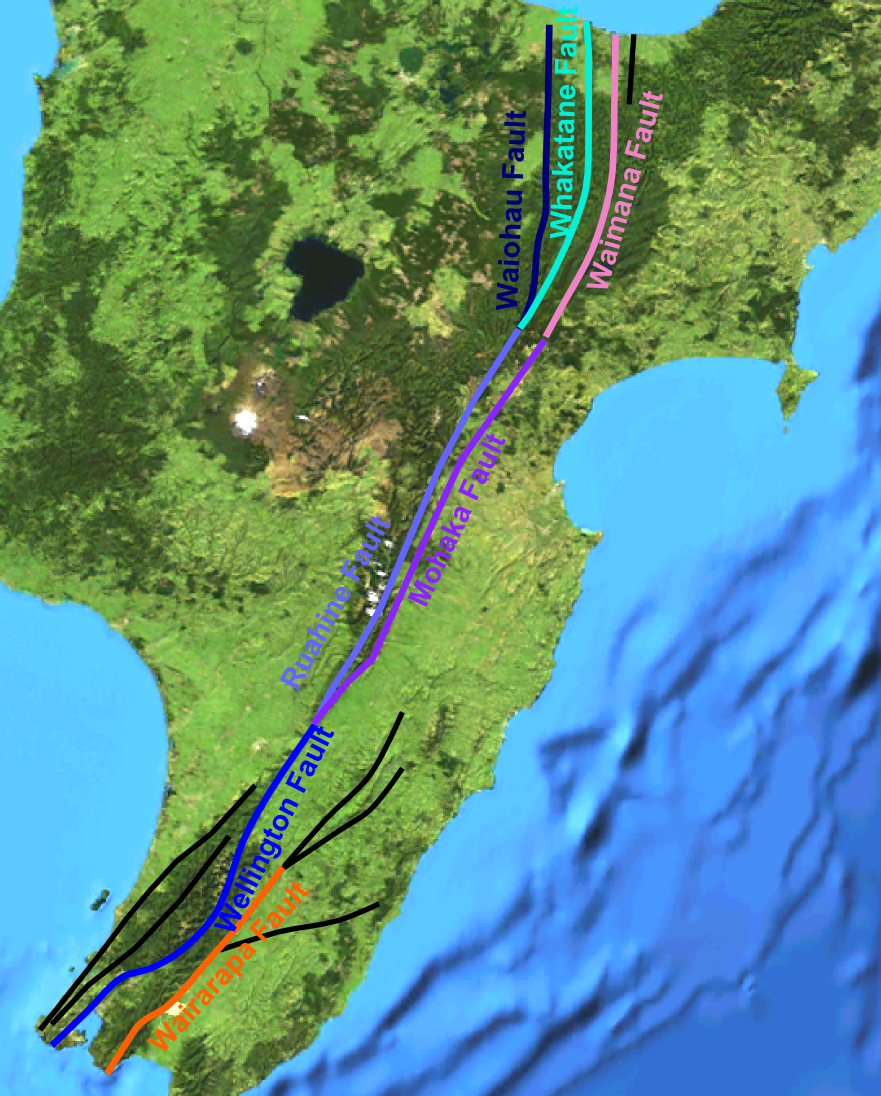
Mapa systemu uskoków North Island Fault System, uskok Wellington zaznaczony jest kolorem niebieskim

Uskok Wellington (ang. Wellington Fault) – uskok dekstralny (prawoprzesuwczy), położony w południowej części Wyspy Północnej w Nowej Zelandii. Uskok Wellington przyczynia się do powstawania ruchów pionowych, które powodują podniesienie się terenu w północno-zachodniej części uskoku, które uwidaczniają się jako pasma górskie. Uskok wchodzi w skład systemu uskoków Wyspy Północnej, tzw. North Island Fault System, który umożliwia przenoszenie przemieszczeń wzdłuż uskoku transformacyjnego, stanowiącego granicę pomiędzy płytą pacyficzną i indoaustralijską .

## Przebieg

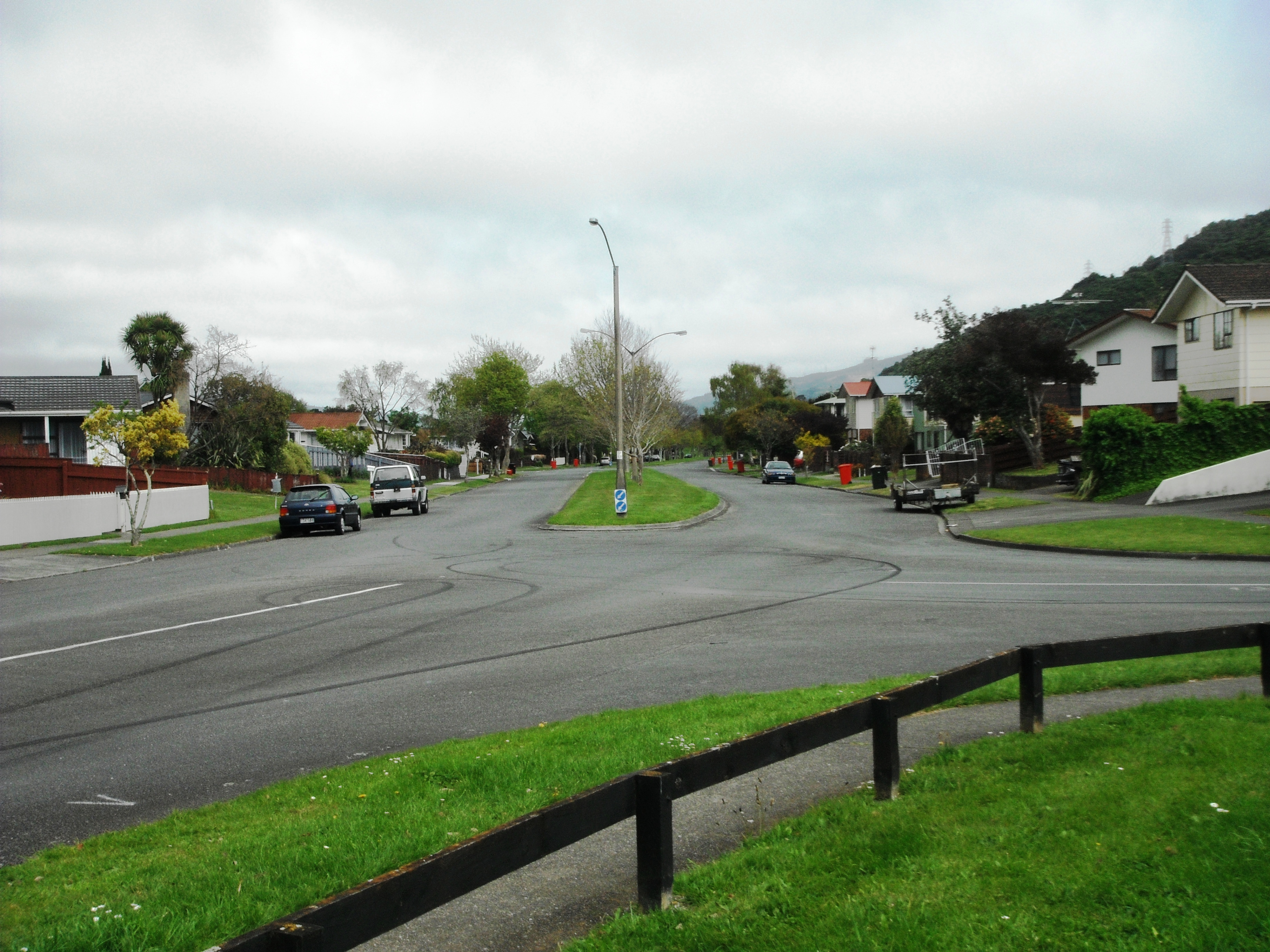
Uskok Wellington ciągnie się pod ulicą California Drive w Totara Park (Upper Hutt). Ulica California Drive jest szeroka w celu oddalenia domów od linii uskoku

Uskok Wellington składa się z trzech głównych segmentów tektonicznych: Wellington-Hutt Valley, Tararua i Pahiatua .  

### Segment Wellington-Hutt Valley
Segment Wellington-Hutt Valley charakteryzuje się zakrzywionym przebiegiem i ciągnie się na odcinku 75 km. Rozpoczyna swój bieg na dnie oceanicznym w Cieśninie Cooka i następnie przecina półwysep Wellington wzdłuż Long Valley, zahacza o port morski w Wellington i przecina centralnie stolice kraju – Wellington  . Segment kończy swój bieg za miastem Lower Hutt w pobliżu kotliny Kaitoke w okolicach miasta Upper Hutt (położonej w dolinie Hutt Valley) . Na podstawie datowania radiowęglowego teras rzecznych określono, że tempo przesuwania się sekcji Wellington-Hutt Valley w ciągu ostatnich 140 tys. lat wynosiło 6-7,6 mm/rok . Ostatnie pęknięcie wzdłuż tej części uskoku miało miejsce 150-400 lat BP. Na podstawie sekcji Wellington-Hutt Valley określa się charakterystyczne trzęsienia ziemi zachodzące wzdłuż uskoku tektonicznego. Pojedyncze trzęsienia ziemi powodują przemieszczanie segmentu o 3,8-4,6 m. Przerwy pomiędzy trzęsieniami ziemi wynoszą średnio od 550 do 770 lat. Kotlina Kaitoke jest małą kotliną utworzoną w wyniku powstałych przesunięć bocznych na odcinku 2 km pomiędzy segmentami Wellington-Hutt Valley i Tararua .  

### Segment Tararua
Segment Tararua charakteryzuje się łukowatym przebiegiem na długości 53 km. Segment Tararua rozpoczyna swój bieg na północ od Kotliny Kaitoke, wzdłuż wschodniej części pasma górskiego Tararua Range i kończy swój bieg w pobliżu Putara. Segment składa się z dwóch aktywnych uskoków, które przenoszą przemieszczenia uskoku w kierunku południowo-wschodnim co uwidacznia się poprzez  kierunek spływu sieci rzecznej. Bieg tego segmentu zmienia się z 41° w części południowej do 20° w części północnej. Tempo przemieszczania się segmentu Tararua wynosi 4,9-7,6 mm/rok; pojedyncze trzęsienie ziemi powodują przemieszczanie segmentu o 3,5-5,5 m. Przerwy pomiędzy trzęsieniami ziemi wynoszą średnio od 500 do 1120 lat .

### Segment Pahiatua
Segment Pahiatua ciągnie się na długości 42 km. Rozpoczyna swój bieg w pobliżu Putara na południu, a kończy w pobliżu miasteczka Woodville na północy; gdzie uskok Wellington rozgałęzia się na uskoki Ruahine i Mohaka. Bieg tego segmentu na całej długości wynosi około 33°. Tempo przemieszczania się segmentu Pahiatua wynosi 4,9-6,2 mm/rok; pojedyncze trzęsienie ziemi powodują przemieszczanie segmentu o 4,5 m (+/- 1 m). Przerwy pomiędzy trzęsieniami ziemi wynoszą średnio od 560 do 1120 lat .

## Aktywność sejsmiczna
Pomimo faktu, że nie odnotowano żadnego trzęsienia ziemi wzdłuż uskoku Wellington, potencjalne jego skutki wystąpienia wzdłuż segmentu Wellington-Hutt Valley, mogą być katastrofalne, ze względu na usytuowanie stolicy kraju – Wellington wzdłuż jego biegu. Przypuszcza się, że wzdłuż uskoku Wellington mogą wystąpić trzęsienia ziemi o magnitudzie 8° w skali Richtera  .